# Teenage Mutant Ninja Turtles and Other Strangeness
Teenage Mutant Ninja Turtles and Other Strangeness (TMNT) est un jeu de rôle créé en 1985 et basé sur le comics des Tortues Ninja. Il est écrit par Erick Wujcik et édité par Palladium Books.
Le jeu est édité bien avant le succès commercial des films et des dessins animés et se réfère à l'ambiance du comics original. Il utilise le système Palladium et permet de jouer toute sorte d'animaux mutants pratiquant ou non les arts martiaux. L'un des attraits du jeu est de permettre à des joueurs débutants de s'identifier facilement au caractère de l'animal choisi ce qui agrémente facilement l'interprétation du rôle.

## L'univers
Le jeu se déroule dans l'univers des Tortues Ninja. Le jeu en lui-même est un jeu contemporain dans lequel certains animaux ont muté et se comportent comme les humains.
Un certain nombre de suppléments sont édités, décrivant succinctement de nouveaux univers de jeu avec notamment l'accent mis sur des mondes post-apocalyptiques tels que Road Hogs ou After the Bomb qui est édité comme supplément en 1986 puis réédité sous la forme d'un jeu à part entière au contenu enrichi beaucoup plus tard. On trouve également des suppléments qui proposent des voyages temporels et transdimensionnels ou encore des aventures dans l'espace et des recueils de scénarios.
En termes de description de l'univers de jeu, Teenage Mutant Ninja Turtles et ses suppléments sont sommaires. Ils offrent pour l'essentiel des règles, des listes d'animaux, de matériel, de personnages non joueurs et éventuellement une carte.

## Règles spécifiques
Des règles spéciales de création de personnage permettent de choisir un animal et de lui donner la forme de son choix en fonction d'un système de points (Bio-E). On peut récupérer ou dépenser des points en jouant sur plusieurs paramètres :
- La taille du personnage : le choix de la taille du personnage comparativement à la taille originale de l'animal choisi octroie ou coûte des points. Un personnage très petit souffre de malus à ses caractéristiques. Un personnage très grand a des bonus jusqu'à une certaine taille où il souffre de malus en vitesse. Chaque animal possède une « constitution », longue, moyenne ou courte qui, en fonction de la taille du personnage, influe sur ses dimensions effectives.
- Mutation : outre la taille, la mutation des personnages s'applique à quatre facteurs :
  - Looks : le personnage a une apparence plus ou moins humaine ;
  - Hands : les mains du personnage sont plus ou moins proches de celles d'un homme ;
  - Biped : le personnage se tient plus ou moins debout ;
  - Speech : le personnage est plus ou moins capable de parler.
- Chacun des quatre facteurs de mutation peut varier sur trois valeurs : 
  - None : ne coûte aucun point, le personnage est comme l'animal de départ. En termes de règles les Tortues Ninja sont en Looks None ;
  - Partial : coûte une quantité de points intermédiaire et le personnage bénéficie d'une apparence intermédiaire, les Tortues Ninja sont Hands Partial. Certains animaux peuvent être naturellement dotés de la valeur partial comme l'ours qui est Biped Partial ou le perroquet qui est Speech partial ;
  - Full : coûte un maximum de points, le personnage bénéficie de la même capacité qu'un humain. Les Tortues Ninja sont Biped et Speech Full. Là encore, certains animaux peuvent avoir la valeur Full par défaut, comme les autruches ;
- Capacités spéciales : armes naturelles (cornes, dents...), capacités physiques (bond, course, apnée...), protections naturelles (carapace...) ;
- Membres supplémentaires (Extra limbs) : option particulièrement onéreuse qui est proposée avec les animaux volants, une paire de bras supplémentaires leur permet de voler mais aussi de manipuler des objets comme n'importe qui.

Certains animaux sont ensuite dotés de bonus spécifiques aux caractéristiques rendant leurs capacités innées. Le guépard par exemple bénéficie d'un excellent bonus à sa caractéristique de Spd (vitesse).
Il n'y a pas d'animal réellement plus intéressant qu'un autre car tous sont calculés sur une base de points identique. Certains ont néanmoins des particularités intéressantes mais il sera nécessaire de faire des sacrifices sur certains facteurs pour récupérer suffisamment de Bio-E pour les acheter.

## Parutions

### Règles
- Teenage Mutant Ninje Turtles & Other Strangeness (1985)
- Teenage Mutant Ninje Turtles & Other Strangeness Revised Edition (1989)

### Suppléments
- After the Bomb (1986)
- Road Hogs (1986)
- Guide to the Universe (1987)
- Mutants Down Under (1988)
- Transdimensional Teenage Mutant Ninja Turtles (1989)
- Mutants in Avalon (1989)
- Mutants of the Yucatan (1990)
- Mutants in Orbit (1990)
- Game Shield (1990)

### Aventures
- Teenage Mutant Ninja Turtles Adventures ! (1986)
- Truckin' Turtles (1989)
- Turtles Go Hollywood (1990)